# 룰레벤역

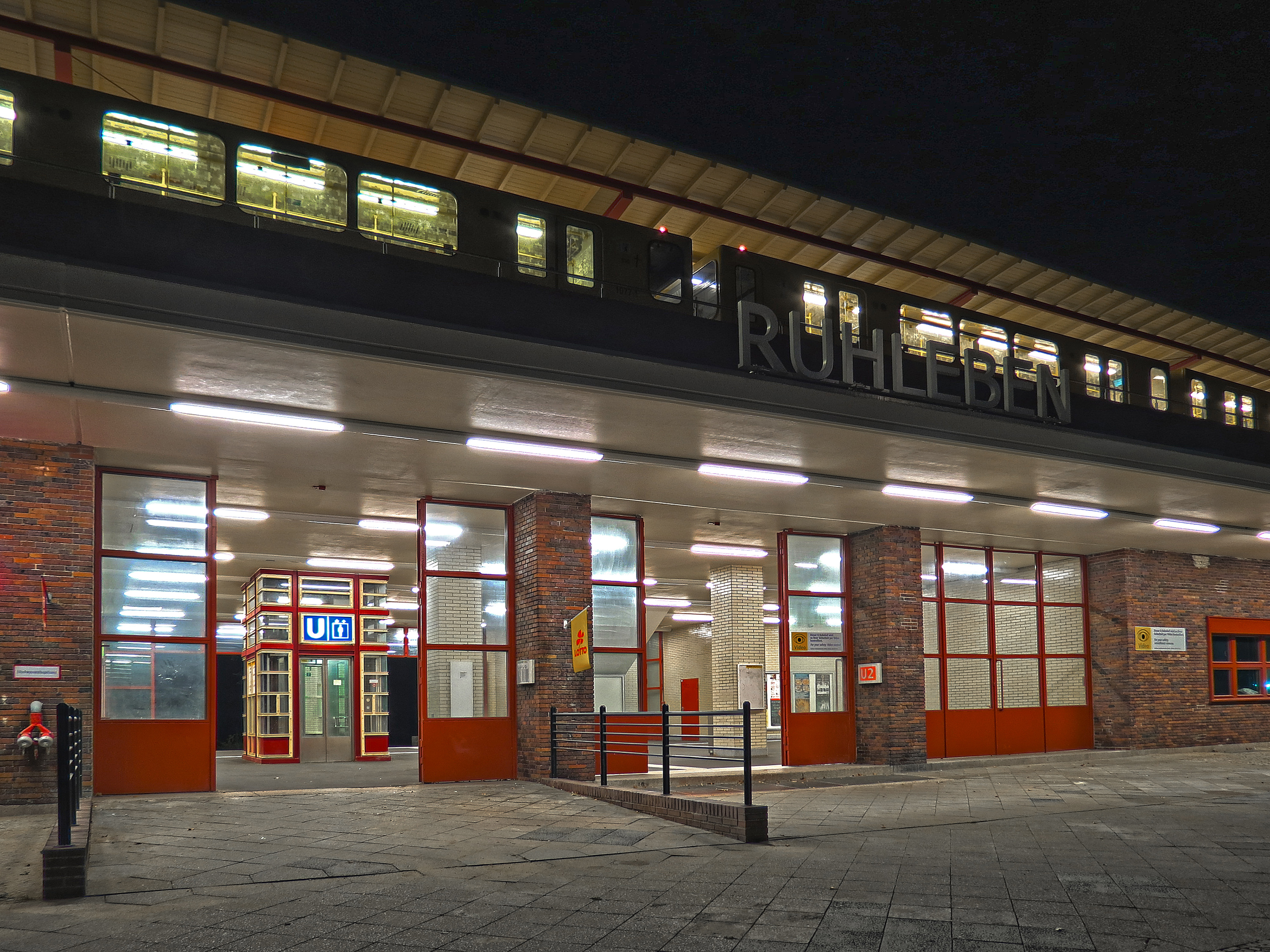
북부 출구

룰레벤(독일어: Ruhleben) 역은 베를린 지하철의 역으로, U2호선의 서쪽 종착역이다. 인접한 인근의 룰레벤(Ruhleben) 주거지의 이름을 딴 이 역은 슈판다우구(Spandau) 경계와 가까운 베스트엔트(Westend) 지구에 위치하고 있다.

## 역사
역은 1929년에 건축되어 그 해 12월 22일에 개장했다. 당시 주 간선(Stammlinie)의 종착역으로 기능했다. 설계자는 알프레드 그레난데르이며, 천장이 있는 섬식 승강장과 선로 아래에 대합실이 있다. 별도의 인상선 없이 서쪽으로 더 이상 선로가 이어지지 않기 때문에 승강장에서 되돌림 운행으로 진입 및 진출해야 한다. 1946년 열차가 선로 중단점을 벗어나 추락해서 슈텐델베크(Stendelweg)에서 사고가 발생했다.
룰레벤역은 1984년 라트하우스 슈판다우행 7호선이 개통할 때까지 슈판다우구로 환승하는 주요역이었다. 슈판다우구의 가토, 클라도, 슈타켄, 팔켄하게너 펠트, 하켄펠데 등으로 가는 버스가 출발했고, 버스 환승 승객을 위해서 에스컬레이터가 설치되었다. 슈판다우에서 도착하는 버스 승강장에는 다음 열차가 언제 출발하는지를 표시해 주었다. 버스 기사를 위해서 열차 별도의 신호기를 설치해 두었고, 열차가 진입한 경우에는 승객을 기다리기 위해서 버스가 더 긴 시간 동안 정차했다.
1920년대에 계획되었던 라트하우스 슈판다우 및 팔켄하게너 펠트/하켄펠데 방면은 U7 연장으로 인해서 사실상 취소되었다. 그럼에도 불구하고 라트하우스 슈판다우역에는 U2 열차 진입을 위한 선시공부가 존재한다. 슈판다우구에 U7 노선이 진입한 1984년 당시부터 룰레벤역을 경유하는 버스 노선을 줄이면서, 현재의 이용객 수는 상당히 감소했다. 그 결과 일부 열차는 테오도어호이스플라츠역까지만 운행한다. 아래는 룰레벤역의 승객이 감소한 주요 원인이다.
- 라트하우스 슈판다우 방면 U7 노선
- 샤를로텐부르크와 슈판다우 남부 지역을 연결하는 다양한 베를린 버스 노선
- 1998년부터 영업을 다시 시작한 베를린 S반의 슈판다우 근교선

1996년에 엘리베이터가 설치되었다. 2007년에는 선로 노반이 무너지면서 2번선이 폐쇄된 적이 있었다. 2010년부터 2011년까지는 역사, 선로 노반 등의 개보수 공사가 진행되었다. 이 과정에서 올림피아슈타디온-룰레벤간 열차 운행이 중단되었다. 건설 예산은 770만 유로이다.

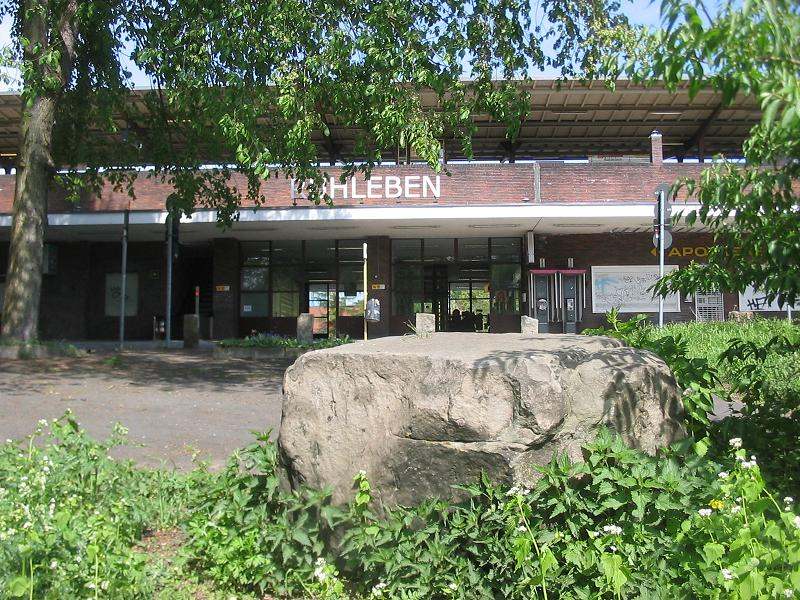
역 앞 무렐렌슐루흐트에 위치한 미아석

역 남쪽 출구 근처에는 미아석이 놓여 있다.

## 연결 교통
베를린 버스 130, 131, M45번과 환승된다.
| 베를린 지하철 2호선 | 베를린 지하철 2호선 | 베를린 지하철 2호선        |
| ------------------- | ------------------- | -------------------------- |
| 시·종착역           | U2                  | 올림피아슈타디온 팡코 방면 |